# Smażenie w ruchu

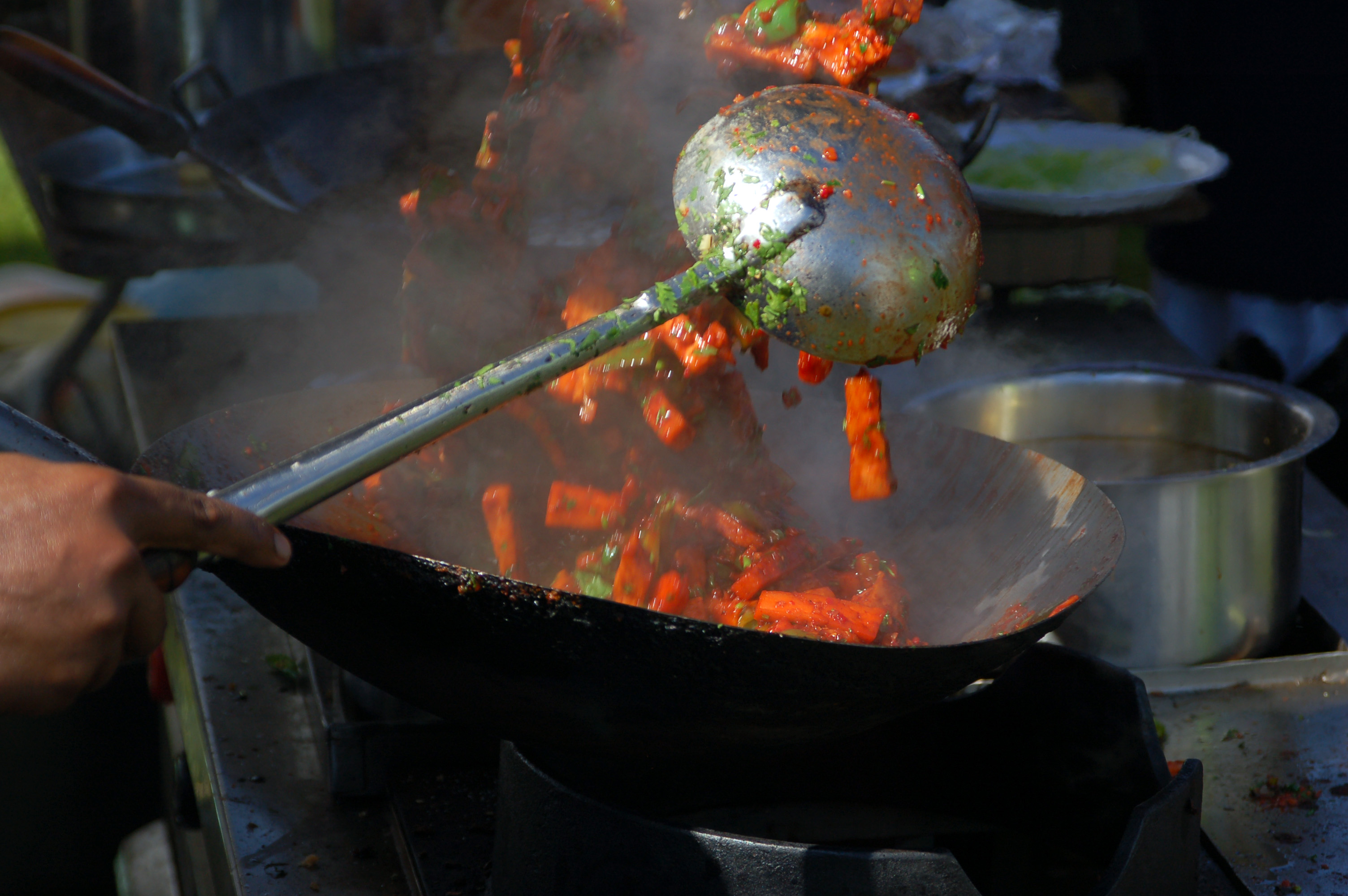
Smażenie w ruchu

Smażenie w ruchu, smażenie z intensywnym mieszaniem, smażenie krótkie (chiń. 炒 chăo; ang. stir-frying) – jeden z charakterystycznych dla kuchni dalekowschodnich sposobów przyrządzania potraw smażonych. Istotą tej techniki jest krótkotrwałe podgrzewanie składników potrawy na silnym ogniu, połączone z jednoczesnym intensywnym mieszaniem. Smażenie tego rodzaju wykonuje się w woku, dużej patelni o stożkowatym kształcie, dzięki czemu mieszane składniki cały czas gromadzą się na środku. Do smażenia w ruchu mięso kroi się na bardzo cienkie plasterki, a warzywa na zapałkę lub cienkie płatki. Składniki tworzące stir-fry można podzielić na kilka grup: białko, warzywa, podstawa aromatyczna oraz dodatki.